# Кубалик, Томаш
Томаш Кубалик (чеш. Tomáš Kubalík; 1 мая 1990, Пльзень, Чехословакия) — чешский хоккеист, правый крайний нападающий. Старший брат известного хоккеиста Доминика Кубалика.

## Карьера
В 2009 году Томаш Кубалик отправился в Канаду, чтобы играть в клубе «Викториавилл Тайгерз», который выступает в лиге Квебека (QMJHL). В первом сезоне Томаш набрал 75 (33+42) очков в составе квебекского клуба, сыграв в 58 матчах.
С сезона 2010/2011 играл в АХЛ за клуб Спрингфилд Фэлконс. В сезоне 2010/2011 дебютировал в НХЛ. Сыграл за «Коламбус Блю Джекетс» 4 игры и отметился двумя результативными передачами. В следующем сезоне молодой чешский нападающий снова вышел на лёд в составе Коламбуса, но уже провел на льду 8 игр и забил свою первую шайбу в НХЛ. В 2013 году перешёл в «Сент-Джонс АйсКэпс», который является фарм-клубом команды из НХЛ «Виннипег Джетс».
В июне 2013 года подписал однолетний контракт с ХК «Лев».
В сезоне 2017/18 выступал в чешской экстралиге за клуб «Шкода». Полностью пропустив следующий сезон из-за травмы, в ноябре 2019 года Кубалик подписал контракт с командой «Энергия». За «Карловы Вары» Кубалик отыграл лишь 7 матчей, после чего перешёл в «Витковице», за который играл до 2021 года.

## Достижения
- Золотая медаль ЮЧМ по хоккею 2008 года (1 дивизион).